# Новини (Яворівський район)
Нови́ни — село в Україні, у Яворівському районі Львівської області. Населення становить 656 осіб. Орган місцевого самоврядування — Яворівська міська рада. Є річка Ретичін і Якша. Середня висота над рівнем моря 243 м.
Село Новини розташоване за дев'ять кілометрів від районного
центру м. Яворів. Перша згадка про село датується 1762 р.

#### Історія
За переказами у 1762 р. приїхав козак із Запорізької області
на прізвисько Новий. Побудував кілька будинків на новому полі після того
виникла назва села НОВИНИ. Спочатку був хутір Новини, який нараховував 17
дворів. Пізніше село розбудувалося до 79 дворів. Село було багате вишневими
садами, березо-осиковими гаями, а земля переважно глинисто-піщана. В давнину
люди займалися коневодством, тваринництвом, вишивкою.
Село розбудовувалося і розквітало до 1968 р.
В1968 р. неподалік села було відкрито хімічно-сірчане
підприємство «Сірка», яке надало багато робочих місць, проте з 1968 по 1980 рр.
село  пішло під виселення через розширення
видобутку сірки. Та старше покоління не залишало своїх домівок, тому село
продовжує жити до сьогодні.

#### Парафія
У 1989 р. освячено камінь під будівництво храму, якого в селі ще не було. Храм було збудовано дуже швидко, майже за два роки. У 1991 р.
відбулося урочисте освячення храму святого рівноапостольного князя Володимира митрополитом Львівським Петром Петрусем. Першим настоятелем храму парафії ПЦУ був о. Володимир Кобзяк.
Також у 1995 р. жителями села створена могила померлим за волю України.
У кін. 90-х рр. підприємство «Сірка» закрите і це дало можливість по
новому розбудовуватися. Молоде покоління почало повертатися на батьківські
землі і господарювати. Так на сьогоднішній день у селі нараховують 250 дворів і
656 жителів.
У 2011 р. село газифіковано.
У селі є три меблеві фірми, які виготовляють меблі на
замовлення, тому місцеві жителі мають місце праці.

#### Культурне життя
Справно у селі функціонують: медпункт (де завжди можна
отримати медичну допомогу чи пораду), Народний Дім (де молодь  збирається вечорами на розваги), бібліотека (де
можна підібрати книжку до душі), школа (у якій навчається 80
дітей) і храм у якому кожної неділі і свята проводиться Богослужіння…

## Відомі люди
Пазин Тарас Іванович (1989-2014) — військовослужбовець 51-ї окремої механізованої бригади (Володимир). Загинув у бою за Іловайськ (Донецька область).